# Национален корпус (партия)
Национален корпус (известен също като Нацкорпус, на украински: Національний корпус) е украинска националистическа политическа партия, създадена при обединяването на обществено движение „Честни дела“ и паравоенната националистическа организация „Патриот на Украйна“ на 14 октомври 2016 г. Тя е основана от активисти от граждански корпус „Азов“, бивши военнослужещи от батальона Азов, обществени активисти и украински ултраси. Председател на партията е Андрей Билецки.

## Идеология
Идеологията на Националния корпус се основава на творбата на Николай Сциборски, озаглавена „Нациокрация“, и споделя идеите на Дмитро Донцов, Ярослав Стецко и Юрий Липа. Основните идеи на „нациокрацията“ са надкласови и антипартийни (вярват, че всички слоеве на обществото трябва да се обединят около обща идея и да работят за бъдещето, а не конфликти за статус или класа), лична отговорност на лидерите на всички нива, качествена социална йерархия и децентрализация и местно самоуправление. Държавата се тълкува от представителите на Националния корпус като най-оптималната форма на съществуване на нацията. Освен основните постулати на нацията, Националният корпус се основава на принципите на меритокрацията.
Обявени са алтернативни начини за развитие на международните отношения, включително фокусиране върху сътрудничеството със страните от Балтийско-черноморската ос и образуването на съюз в Междуморието (Балтийско-черноморски съюз), който трябва да бъде алтернатива както на Митническия съюз между Русия, Беларус и Казахстан, така и на Европейския съюз. За тази цел Националният корпус установява връзки с всички страни от Източна Европа и Балтика, организира конференции за създаване на нов алтернативен съюз. По-специално, на III Междуморска конференция, която се провежда на 13 октомври 2018 г. в Киев, където са представени първите резултати от съвместни дейности в тази посока.

## Дейност
На 14 октомври 2016 г. партията започва активна дейност, включително да създаването на структури не само в областни, но и в районни центрове. Членове на партията участват активно в създаването на редица обществени проекти и инициативи:
- „Юношески корпус“, който създава мрежа от детски лагери – „Азовец“, „Джура“, „Северен корпус“, „Буковинец“, „Днепър“, „Карпатия“, „Сичовик“, „Слобожанин“);
- Спортна сграда с обширна система от собствени фитнес зали в различни градове на Украйна;
- литературен клуб „Пламък” и редица други.

Освен това членове на партията учредяват издателство „Ориентир“, което издава книги с националистическа и философска насоченост, с цел популяризиране на правилните идеи според тях сред населението.
Някои активисти на Националния корпус са сред основателите на крайнодясната паравоенна организация „Национални дружини“.
Създаден е и донорският проект „Една кръв“, който се развива активно в много градове на Украйна. Чрез него всеки може да стане кръводарител в най-близкия медицински център, спасявайки нечий живот.
Специално внимание се отделя и за хуманното отношение към животните и политика насочена към околната среда, за целта партията създава отделно звено в структурата си, наречено „Екологичен корпус“.
Съвместно с партията, съществува и сдружение на ветераните: Братство на ветераните, което се занимава с рехабилитация и борба за достойните права на ветераните от АТО.
На 23 май 2017 г. Националният корпус стартира общоукраинска кампания „Памет на нацията“ в чест на загиналите герои от руско-украинската война. В цяла Украйна са издигнати възпоменателни кръстове. Денис Котенко, началникът на щаба на партията в Днепропетровска област, обяснява символиката на паметника с думите, че „казашкият кръст и руническият тризъбец в чест на загиналите войници са символ на неразривната връзка между миналите и настоящите поколения борци за Украйна“.